# 节叶灯心草
节叶灯心草（学名：Juncus grisebachii）为灯心草科灯心草属的植物。分布在喜马拉雅山区以及中国大陆的西藏等地，生长于海拔2,700米至3,700米的地区，多生在山坡草丛、河谷林缘或流水沟旁湿润处，目前尚未由人工引种栽培。